# Test Drive (videohra)
Test Drive (někdy uváděná i jako Test Drive I nebo Test Drive 1) je závodní videohra, kterou vyvinula kanadská společnost Distinctive Software a v roce 1987 vydala americká firma Accolade pro MS-DOS, Amigu, Atari ST, C64, v roce 1988 pro Apple II a v roce 1989 i pro PC-98. Zaznamenala komerční úspěch. Jedná se o první díl série Test Drive.
Test Drive obsahuje pět supersportovních automobilů. Cílem hry je projet co nejrychleji pěti úseky horské silnice a vyhnout se kolizím a policejním hlídkám. Chybí zde soupeři, závodí se pouze na čas (čím lepší čas, tím vyšší bodové skóre).

## Popis
Po úvodním intru se hráč dostane do obrazovky s výběrem vozů. Po zvolení jednoho z nich začíná závod. Úkolem hráče je projet pět úrovní tratě – horské silnice s obousměrným provozem. Během jízdy se po silnici pohybují další vozidla jak v opačném směru (v levém pruhu), tak ve stejném směru (v pravém pruhu). Vozovka má vždy nalevo útes a napravo skálu, vyjetí z ní vede k dopravní nehodě. Hráč startuje již na silnici, přičemž jede vždy vpřed (nelze se otočit a jet nazpět).
Je použit pohled z místa řidiče – hráč vidí údaje na palubní desce, polohu volantu, řadicí páky a přes čelní sklo a jedno zpětné zrcátko také dění na silnici. Interiér každého z vozů je jinak graficky ztvárněn.
Při jízdě musí hráč předjíždět auta a vyhýbat se kolizím s protijedoucími vozy. Při překročení rychlosti může být jeho auto pronásledováno policií, která ho zastaví teprve po jeho předjetí. Policistům lze uniknout velmi rychlou jízdou nebo jim bránit v předjíždění. Pokud policie zastaví hráčovo vozidlo, udělí mu pokutu. Na policejní hlídku upozorní antiradar.
Řidič disponuje pěti „životy“, o které může přijít nehodou nebo rozbitím auta. Po ztrátě života hra pokračuje ze stojícího auta a ze stejného místa. Pokud hráč dorazí na konec jednoho úseku, obdrží život navíc a zajede na čerpací stanici, kde se zobrazí výsledky etapy – průměrná rychlost, počet získaných bodů a další informace. Hra končí, když jsou všechny životy vyčerpány, při srážce s policejním autem nebo po projetí všech úseků do cíle závodu (tím je lokální prodejce supersportů, který vůz poskytl k testovací jízdě).

## Seznam automobilů
Videohra obsahuje pět supersportovních automobilů s manuální převodovkou, z nichž každý má jiné technické parametry a ovládání. Tyto vozy jsou vyobrazeny i na obalu hry.
| Automobil             | Přibližná cena | Max. rychlost | Zrychlení 0–60 mph | Brzdná dráha 80–0 mph | Pneumatiky               |
| --------------------- | -------------- | ------------- | ------------------ | --------------------- | ------------------------ |
| Chevrolet Corvette C4 | 35 000 US$     | 154 mph       | 5,8 s              | 243 ft                | Goodyear Eagle VR50      |
| Lotus Esprit Turbo    | 55 000 US$     | 152 mph       | 5,6 s              | 251 ft                | Pirelli P7R              |
| Porsche 911 Turbo     | 50 000 US$     | 153 mph       | 5,0 s              | 245 ft                | Dunlop SP Super Sport D4 |
| Lamborghini Countach  | 130 000 US$    | 173 mph       | 5,2 s              | 252 ft                | Pirelli P7R              |
| Ferrari Testarossa    | 120 000 US$    | 185 mph       | 5,3 s              | 242 ft                | Goodyear Eagle VR50      |